# Fort Metal Cross
Pour un article plus général, voir Forts de la côte ghanéenne.
Le fort Metal Cross est un comptoir colonial fortifié situé à Dixcove, dans la Région Occidentale, au Ghana. Il fut un important lieu de la traite négrière sur la côte de l'Or, et fait partie depuis 1979 des forts de la côte ghanéenne inscrits sur la liste du patrimoine mondial de l'Unesco.

## Historique

### Le fort britannique (1683-1868)

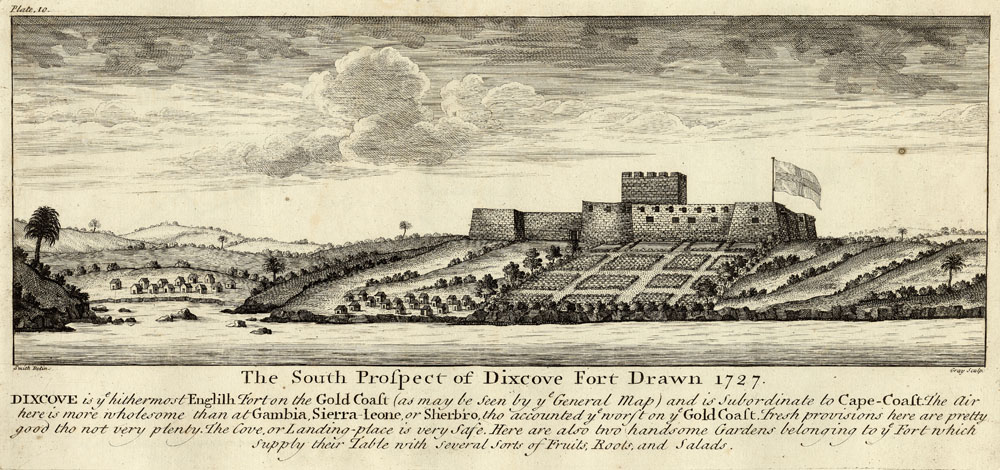
Fort Metal Cross en 1727

Il fut construit en 1683 par les Anglais en tant que comptoir commercial. La même année, la Prusse entreprit de construire le fort Gross Friedrichsburg, à 15 kilomètres à l'ouest de Dixcove, pour défendre sa propre colonie.
En 1712, le fort Metal Cross fut assiégé deux fois par John Kanu, un autochtone allié des Prussiens, mais il ne fut pas pris.

### Brève occupation néerlandaise (1868-1872)
Le fort a été cédé aux Hollandais en 1868, en application du traité anglo-néerlandais de la Côte-de-l'Or, qui met en cohérence les zones d'influences respectives des deux puissances coloniales de la Côte de l'Or.

### Retour du contrôle britannique (1872-1957)
Le 6 avril 1872, en application du traité anglo-néerlandais de 1871 le fort revint à nouveau au Royaume-Uni avec l'ensemble de la Côte-de-l'Or néerlandaise.

### Depuis l'indépendance du Ghana en 1957
En 1979, le fort est inscrit sur la liste du patrimoine mondial de l'Unesco, avec 27 autres forts de la côte ghanéenne, sous le nom de « Forts et châteaux de Volta, d'Accra et ses environs, et des régions centrale et ouest ».

## Galerie

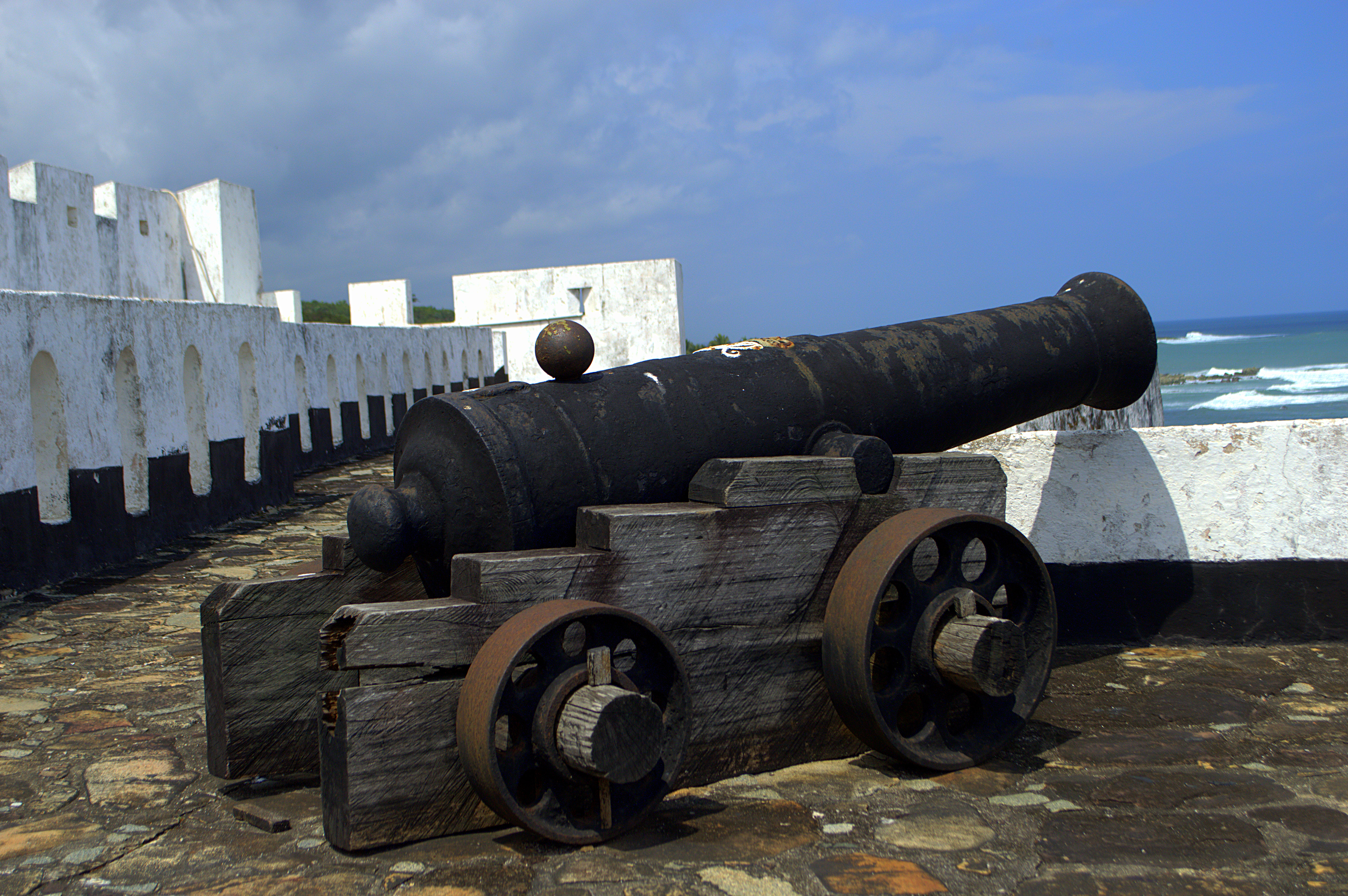
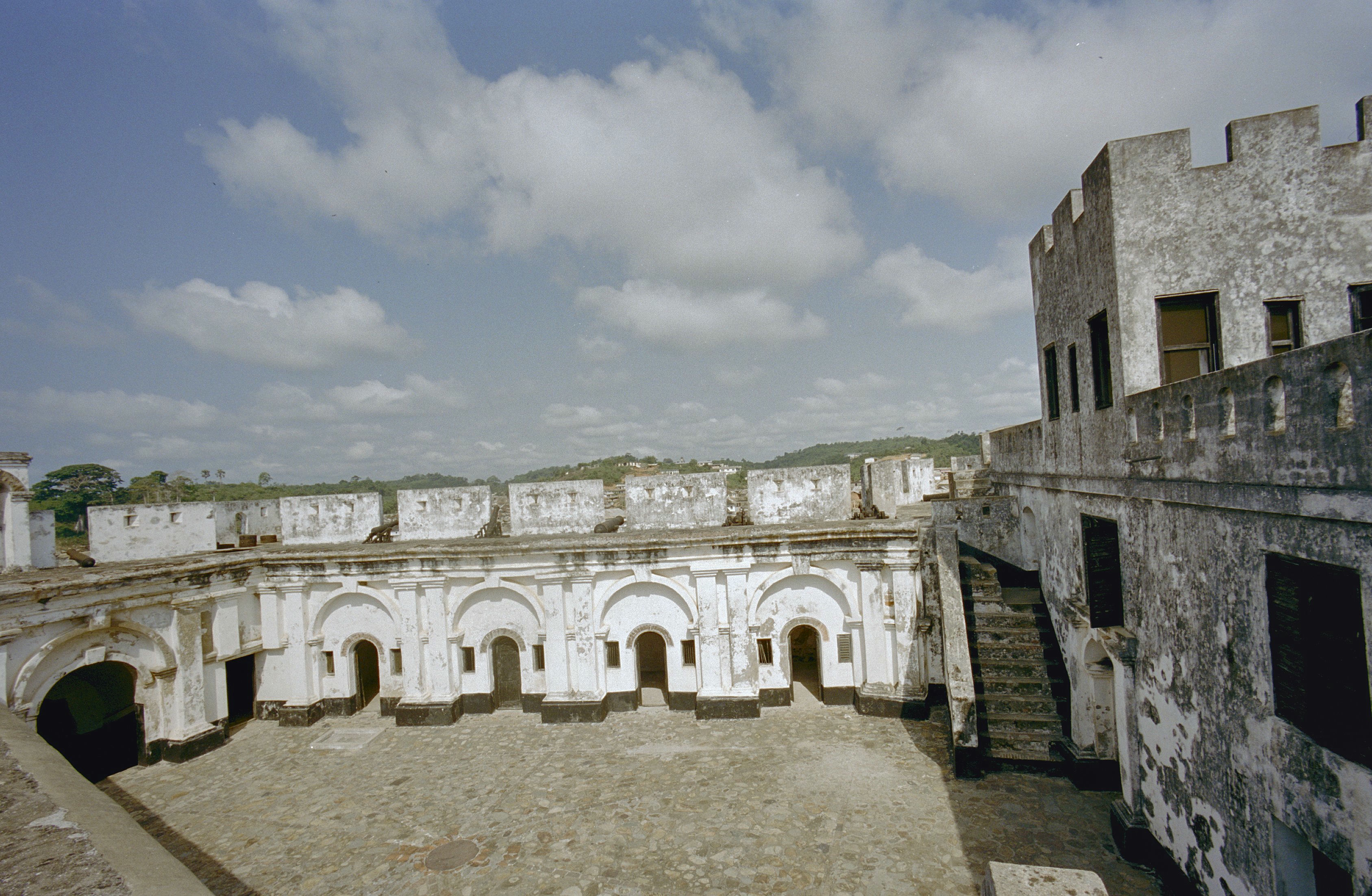
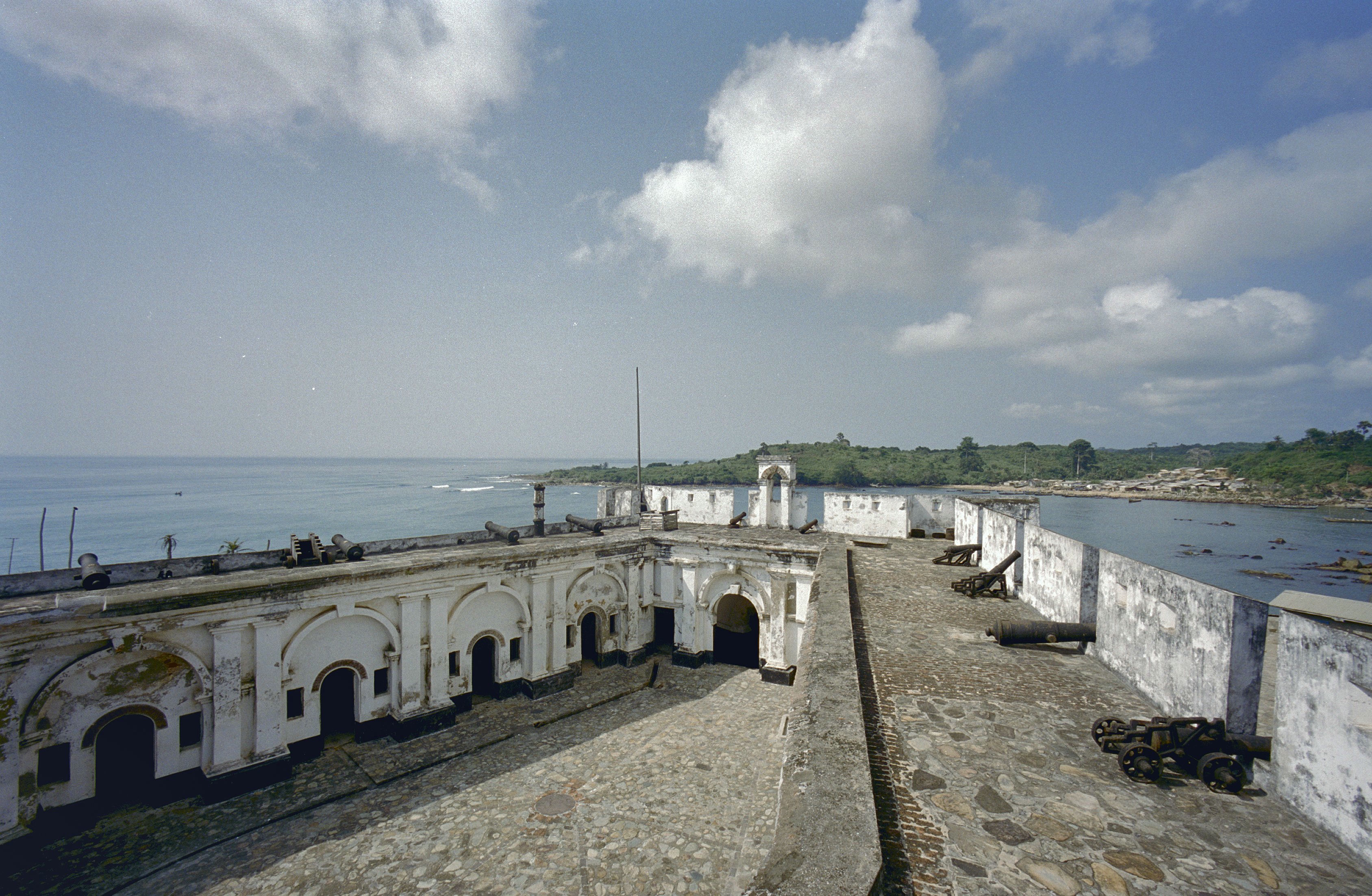
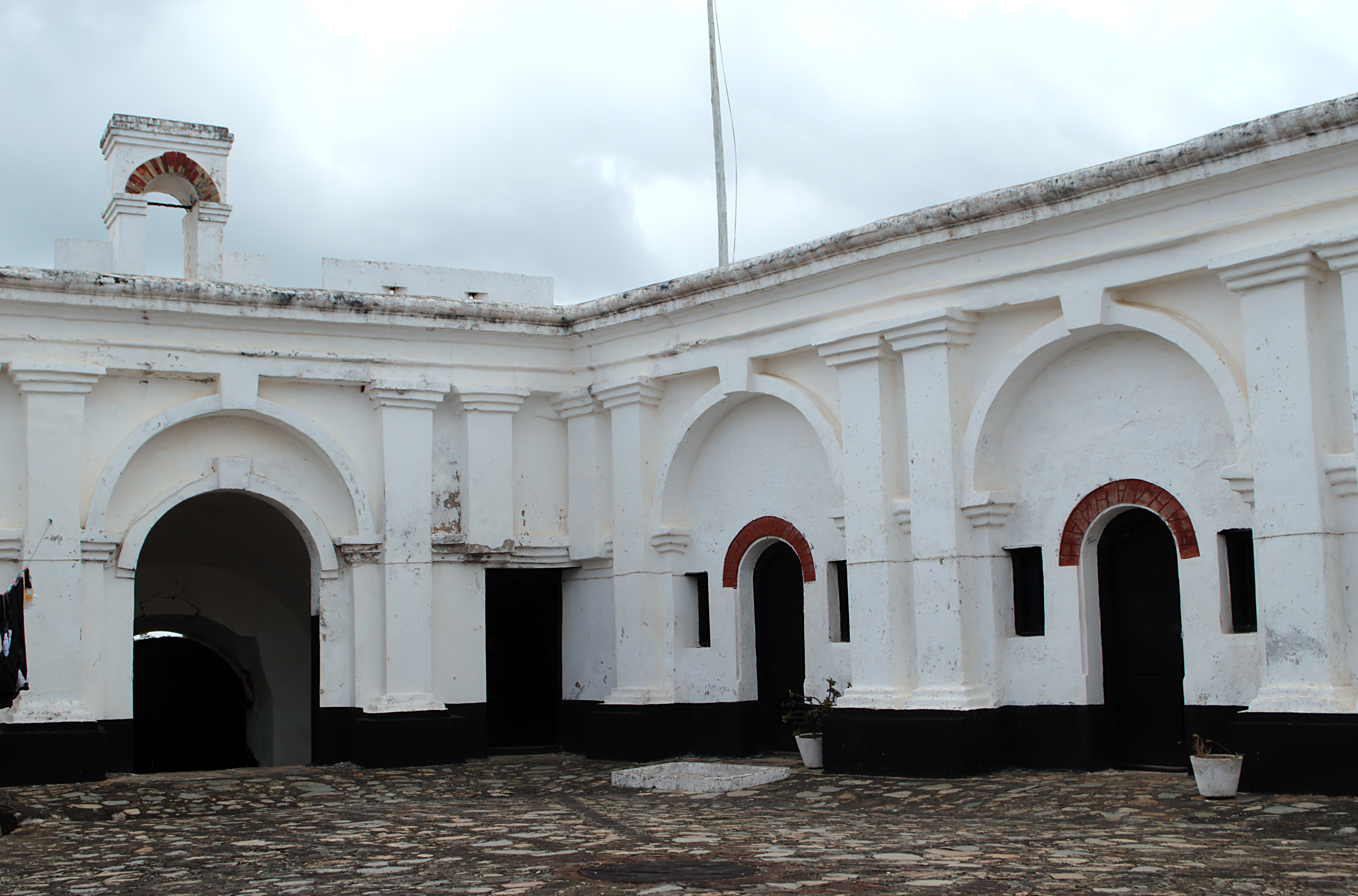
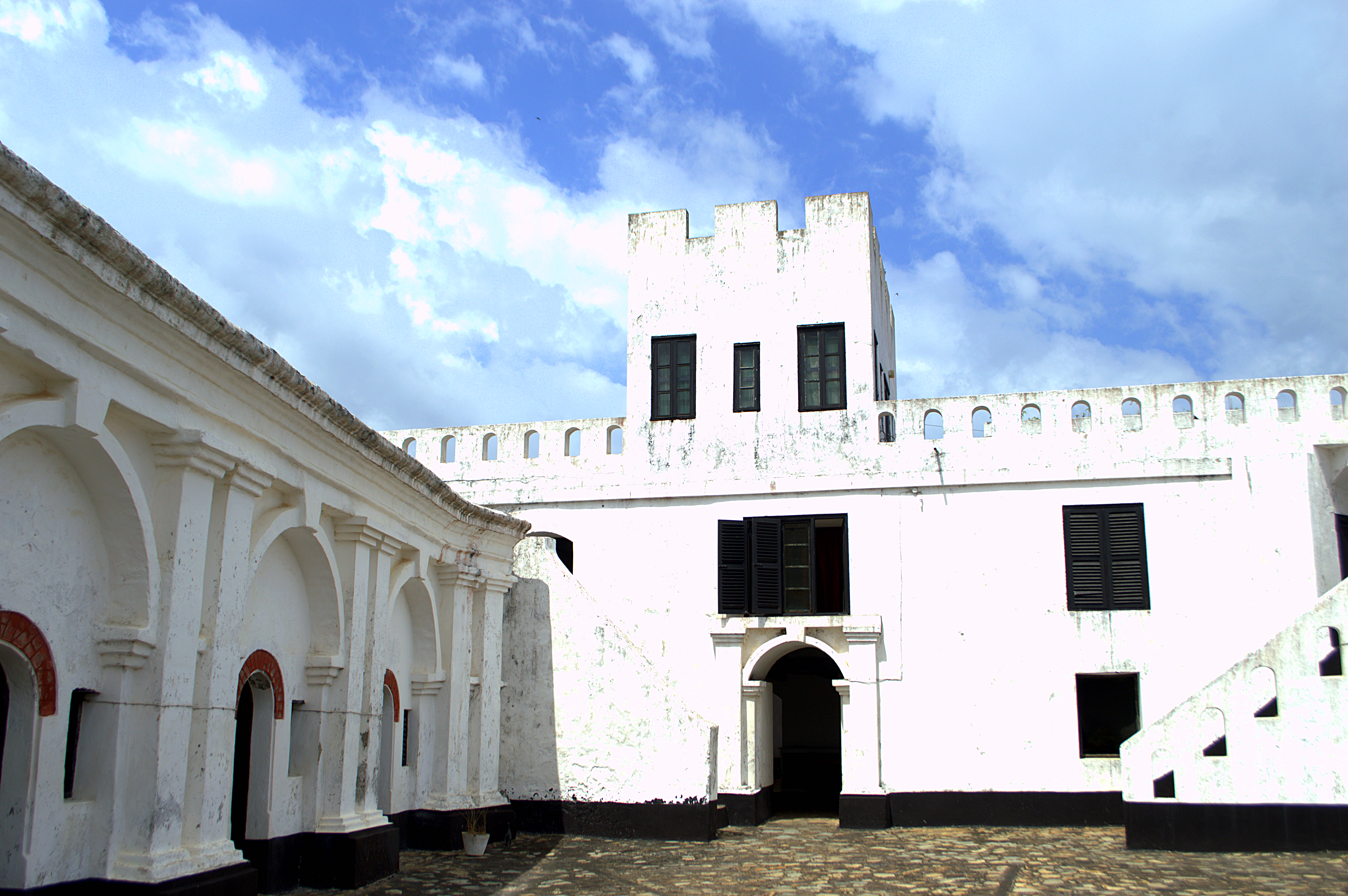
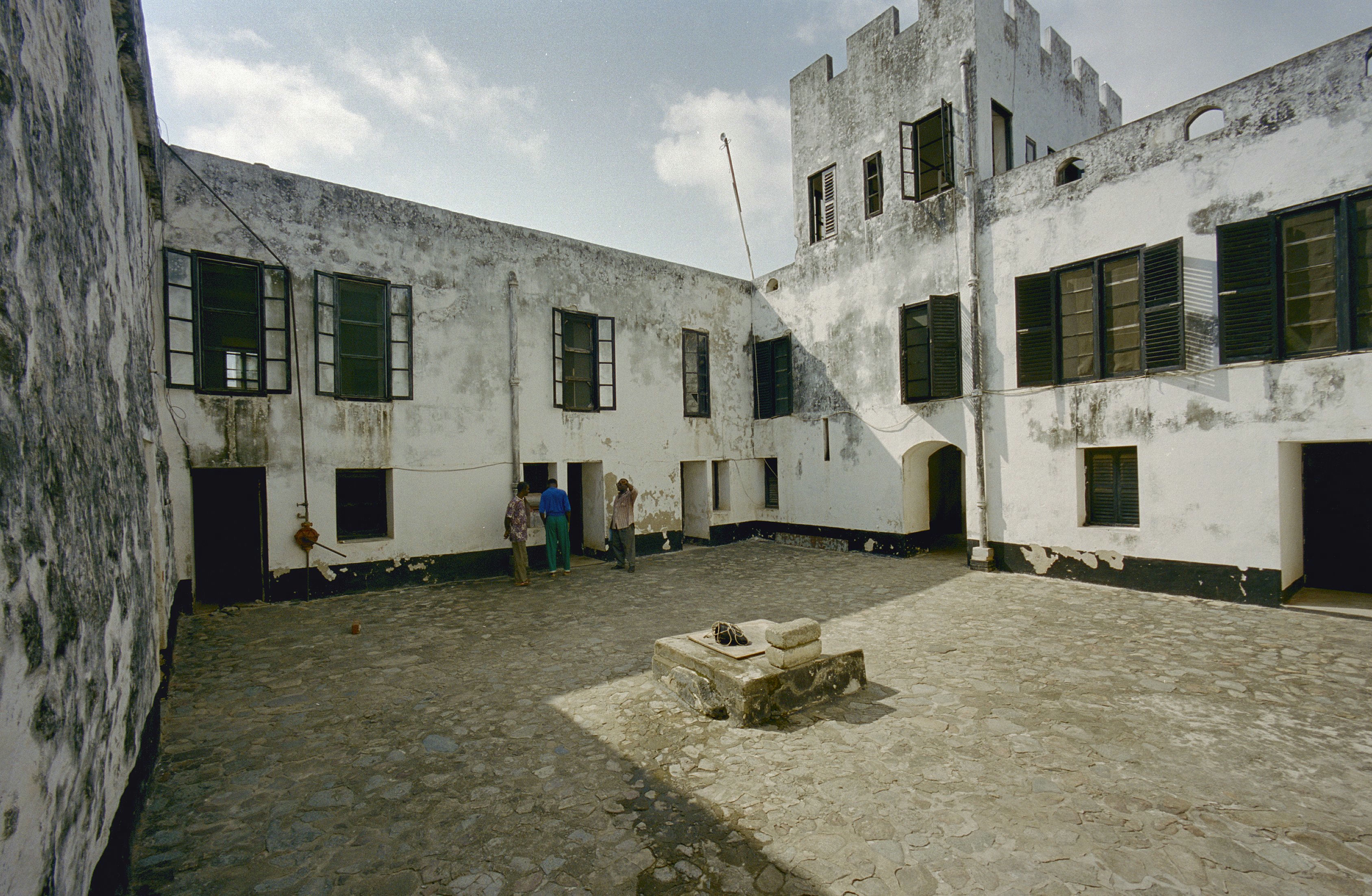